# قفسه عجایب (مجموعه تلویزیونی)
قفسه عجایب (به انگلیسی: Cabinet of Curiosities) یا قفسه عجایب گیرمو دل تورو یک سریال آمریکایی از تلویزیون اینترنتی در سبک ترسناک آنتولوژی ساخته گیرمو دل تورو برای نتفلیکس است. این سریال برگرفته از داستان کوتاهی به همین نام است. این مجموعه دارای هشت داستان ترسناک منحصر به فرد است که ژانر وحشت کلاسیک را به چالش می‌کشد. دو قسمت از این مجموعه، آثار اصلی خود دل تورو هستند و بقیه توسط فیلمسازان مختلف نوشته و کارگردانی شده‌اند.

## عوامل
- اندرو لینکلن
- بن بارنز
- کلوئی مدیسون
- چارلین یی
- کریسپین کلاور
- دیوید هیولت
- دمتریوس گروس
- دیانا بنتلی
- الپیدیا کاریلو
- اریک آندره
- اسیه دیویس[۵]
- اف. مورای آبراهام
- گلن ترومن
- هانا گیلوی[۶]
- اسماعیل کروز کوردوا
- کیت میکوکی
- لوک رابرتز
- پیتر ولر
- روپرت گرینت[۷]
- سباستین روخه
- سوفیا بوتلا
- تیم بلیک نلسون
- کیت میکوچی